# Contact Pévèle Arena
La Pévèle Carembault Arena, anciennement nommée Contact Pévèle Arena, Pubeco Pévèle Arena et Davo Pévèle Arena, est un complexe sportif situé dans le Nord, à Orchies, dans la Communauté de communes Pévèle‑Carembault, et dédié principalement au basket-ball. Elle peut accueillir jusqu’à 5 000 spectateurs et dispose d’un parking d’environ 1 500 places. Elle a été inaugurée le 5 janvier 2013 et accueille depuis les rencontres à domicile du BC Orchies.

## Financement
La salle a été construite pour répondre à un besoin d’équipement sportif moderne dans le territoire Pévèle-Carembault, afin d’encourager le développement du sport professionnel et d’accueillir des événements de grande ampleur.
Son coût de construction s’est élevé à 12,7 millions d’euros, financé en partie par :
- la région Nord-Pas-de-Calais (6,5 millions d’euros),
- le conseil général du Nord (1,2 million d’euros),
- l’État via le centre national pour le développement du sport (CNDS) (1 million d’euros).

Lors de son inauguration, elle était la salle avec la plus grande capacité d’accueil au nord de Paris.
En mai 2013, la ministre des Sports du gouvernement Hollande, Valérie Fourneyron, est venue officiellement dévoiler la plaque inaugurale de la salle.

## Événements sportifs
Du 26 au 30 juin 2013, la Pubeco Pévèle Arena a accueilli les phases finales du Championnat d'Europe de basket-ball féminin 2013. 
L'équipe première masculine du BC Orchies y dispute ses matchs du championnat de Pro B en 2013-2014. Sa première rencontre sportive dans la Pubeco Pévèle Arena a été une victoire sur Angers, 88 à 65, le samedi 19 janvier 2013 (dans le cadre du championnat de France de Nationale 1).

## Autres événements
La salle accueille les compétitions du BC Orchies, évoluant en championnat national de basket-ball, mais elle est également utilisée pour des événements variés : concerts, galas, salons professionnels, concours régionaux (comme Miss Nord-Pas-de-Calais) ou encore compétitions internationales. En 2013, elle fait partie des sites retenus pour accueillir des matchs du Championnat d’Europe féminin de basket-ball.

## Naming
Depuis son ouverture, la salle a connu plusieurs changements de nom, en lien avec des contrats de naming successifs :
- De 2013 à 2014, elle porte le nom de Pubeco Pévèle Arena, à la suite d’un partenariat avec la société Pubeco DDM, installée à Orchies.
- À partir du 1er janvier 2015, elle devient la Davo Pévèle Arena, du nom de la société automobile Davo, implantée à Villeneuve-d’Ascq.
- En 2019, un nouveau contrat est signé avec la radio régionale Contact FM, ce qui donne naissance au nom Contact Pévèle Arena, marquant le premier naming par un média pour une salle de ce type en France.
- Le nom actuel, Pévèle Carembault Arena, reflète la volonté de valoriser l’identité territoriale de la communauté de communes.